# Хайрюзов, Валерий Николаевич
Вале́рий Никола́евич Ха́йрюзов (род. 1944) — русский советский писатель, журналист, лётчик, пилот 1-го класса. Секретарь Союза писателей России. Многие произведения Хайрюзова созданы на основе событий собственной лётной и жизненной биографии.

## Биография
Хайрюзов Валерий Николаевич родился в городе Иркутске 16 сентября 1944 года в семье рабочего и крестьянки.
После окончания средней школы поступил в Бугурусланское лётное училище гражданской авиации, которое окончил в 1964 году. Летал на самолётах Ан-2, Ил-14, Ан-26. Прошёл профессиональный путь от простого летчика до командира корабля, пилота 1-го класса.
В небе Восточной Сибири и Якутии налетал 15 тысяч часов.
В 1975 году поступил в Иркутский государственный университет на отделение журналистики, которое успешно окончил в 1981 году.
Входит в совет литературного журнала «Сибирь».

## Произведения
- Над полями
- Болотное гнездо
- Непредвиденная посадка: Повесть, рассказы / Худож. Н. В. Алсуфьев. — Иркутск : Вост.-Сиб. кн. изд-во, 1979. — 191 с.
- Опекун: Повести и рассказы. М., 1980;
- Истории таежного аэродрома : [Для мл. шк. возраста]. — Иркутск : Вост.-Сиб. кн. изд-во, 1986. — 31 с.
- Отцовский штурвал: повести. — Москва : Худож. лит, 1984. — 80 с. — ISBN 978-5-444-6211-9. — 2500 экз.
- Почтовый круг : Повесть / [Худож. В. Халютин]. — Москва : Мол. гвардия, 1981. — 79 с.
- Почтовый круг : Повести и рассказы. — Москва : Мол. гвардия, 1982. — 334 с.
- Приют для списанных пилотов: повести и рассказ. — Иркутск : Вост.-Сиб. кн. изд-во, 1984. — 288 с. — (Современная сибирская повесть).
- История таёжного аэродрома: рассказы. Иркутск, 1986;
- Малая Грузинская : Повести и рассказы / Послесл. В. Ганичева; Худож. С. Соколов. — Москва : Мол. гвардия, 1986. — 383 с.
- Иркутский рассказ : [Сборник / Сост. В. Н. Хайрюзов]. — Иркутск : Вост.-Сиб. кн. изд-во, 1991. — 238 с. — ISBN 5-7424-0347-X
- Плачь, милая, плачь: Повести и рассказы. Иркутск, 1994;
- Бабурин: политический портрет. — Москва: ИЦ «Новатор», Б. г. (1996). — 102 с. — ISBN 5-85862-007-6
- Лето семьдесят второго: Воспоминания об А. В. Вампилове // Литературная Россия. 1997. № 17;
- Последний звонок : Очерки рус. сопротивления, 1990—1998 г.г. — Москва : Форум, 1998. — 205 с. — ISBN 5-89747-016-2
- Без меня там пусто!. — Москва : ФОРУМ, 1998. — 207 с. — ISBN 5-89747-009-X
- Пусть крепнет в людях дух великороссов : (О С. Бабурине). — Москва : Русский Миръ, 1999. — 80 с. — ISBN 5-89577-019-3
- Льготный билет: повесть // Наш современник. 2002. № 10;
- Рохлин. Несостоявшийся переворот : звезда и крест генерала Рохлина. — Москва : Вече, 2004. — 317 с. — (Досье без ретуши). — ISBN 5-9533-0260-6 (соавтор: Е. Дроботова)
- Добролет : повести и рассказы. — Рыбинск : Рыб. подворье, 2004. — 351 с. — ISBN 5-85231-043-3
- Сербская девойка : [Повести. Очерки]. — Москва : Вече, 2004. — 288 с. — ISBN 5-94538-435-6
- Приют для списанных пилотов : повести и рассказы. — Москва : Молодая гвардия, 2004 (Тип. АО Мол. гвардия). — 381 с. — (Библиотека современной прозы) (Литературный пасьянс). — ISBN 5-235-02695-0.
- Воздушный меч России : [дальняя авиация от рождения и до сего дня]. — Москва : Молодая гвардия, 2006. — 219 с. — (Серия «Россия и мир» : РиМ). — ISBN 5-235-02887-2
- Последний первый : [док.-худож. повествование]. — Иркутск : Сибирская кн., 2009. — 263 с. — ISBN 978-5-91871-001-2
- Иркут : избранные произведения. — Иркутск : Сибирская кн., 2009. — 431 с. — ISBN 978-5-91871-003-6
  - Иркут / прев. Зоран Костић. — Београд : Инфинитас, 2010. — 157 с. — (Мала библиотека часописа Русиjа данас). — ISBN 978-86-6045-007-6
- Стратегическая авиация России, 1914—2008 гг. — Москва : Вече, 2009. — 346 с. — ISBN 978-5-9533-3656-7
- Юрий Гагарин: Колумб Вселенной. — Москва : Вече, 2011. — 365 с. — ISBN 978-5-9533-4994-9
  - Юрий Гагарин. Колумб Вселенной. — Москва : Вече, 2013. — 319 с. — (Людям о людях) (Я [люблю] читать). — ISBN 978-5-4444-1131-5
  - Юрий Гагарин. Колумб Вселенной. — Москва : Вече, 2021. — 383 с. — ISBN 978-5-4484-2706-0. — 600 экз.
  - Юрий Гагарин. Колумб Вселенной. — 3-е изд., перераб. и доп. — Москва : Вече, cop. 2022. — 383 с. — ISBN 978-5-4484-3559-1. — 800 экз.
- Элвис Пресли: избранные произведения. — Иркутск : Изд-во БГУЭП, 2012. — 562 с. — ISBN 978-5-7253-2470-9
- Капитан летающего сарая: повесть. — Иркутск : БГУЭП, 2013. — 50 с. — ISBN 978-5-7253-2599-7
- Точка возврата. — Москва : Вече, 2014. — 383 с. — (Сибириада). — ISBN 978-5-4444-1752-2
  - Точка возврата. — Москва : Вече, cop. 2018. — 383 с. — (Сибириада). — ISBN 978-5-4484-0186-2. — 2500 экз.
- Болотное гнездо. — Москва : Вече, 2016. — 399 с. — (Сибириада). — ISBN 978-5-4444-4168-8. — 3000 экз.
  - Болотное гнездо. — Москва : Вече, cop. 2018. — 399 с. — (Сибириада. Лауреаты премии В. Г. Распутина). — ISBN 978-5-4484-0187-9. — 2500 экз.
- Отцовский штурвал. — Москва : Вече, cop. 2017. — 412 с. — (Cибириада). — ISBN 978-5-444-6211-9. — 2500 экз.
  - Отцовский штурвал : повести, рассказы. — Москва : Вече, 2019. — 413 с. — (Сибириада). — ISBN 978-5-4484-1393-3. — 1000 экз.
- «Мы же русские!»: записки сибиряка. — Москва : Вече, cop. 2018. — 479 с. — (Моя Сибирь). — ISBN 978-5-4484-0173-2. — 1200 экз.
  - Мы же русские! Записки сибиряка. — Москва : Вече, cop. 2019. — 461 с. — (Моя Сибирь). — ISBN 978-5-4484-0891-5. — 700 экз.
- Земляки : повести, рассказы, очерки. — Москва : Вече, 2020. — 431 с. — (Сибириада. Лауреаты премии им. В. Г. Распутина). — ISBN 978-5-4484-2308-6. — 1000 экз.

## Награды и премии
- премия Ленинского комсомола (1980) — за книги «Непредвиденная посадка» и «Опекун»;
- премия Международного кинофестиваля «Золотой Витязь»[1] (2004);
- международная авиационная премия «Авиация глазами журналиста» (2006);
- большая литературная премия России[2] (2011);
- премия им. В. Г. Распутина (2018);
- патриаршая литературная премия (2023)[3];
- юбилейная медаль «100 лет гражданской авиации России» (2023).